# Kim Yong-man
Kim Yong-man (en hangeul: 김용만) est un écrivain sud-coréen.

## Biographie
Kim Yong-man est né en 1940 à Buyeo, dans la province de Chungcheongnam-do. Il a lui-même déclaré avoir plusieurs villes d'origine parce qu'il a une relation étroite avec les provinces de Jeollanam-do, de Gangwon, et avec Séoul.
Ayant eu des emplois très variés, il a souvent dû déménager durant sa vie. Né dans une famille très pauvre, il finit tant bien que mal ses études au lycée mais ne peut intégrer l'université faute d'avoir l'argent pour payer l'inscription. Il finira tout de même par obtenir l'équivalent d'un master bien des années plus tard. Pour gagner sa vie, il décide de devenir agent de police. En tant que policier, il a participé notamment à la répression du mouvement des étudiants pour la démocratie dans les années 1980. Il fut également surveillant de prison.
Après avoir démissionné de son poste d'agent de police, il s'essaie à divers métiers, gagnant alors suffisamment d'argent pour vivre décemment. Il s'engage notamment dans le business de la restauration, univers qui deviendra le décor de son  roman La mère de Neungsoo du restaurant Chuncheon (Chuncheonok Neung-soo eomma). Fuyant le monde matérialiste et la recherche du profit, il se replie dans le calme et la solitude pour se consacrer à l'écriture. Il fait ses débuts littéraires en 1989 avec sa nouvelle Canif en argent (Eunjangdo) qui a été publiée dans la revue mensuelle Hyundae Munhak. La pauvreté de sa famille, ses diverses occupations, ses épreuves, sont autant de sources d'inspiration et de décors pour l'écriture de ses romans.

## Œuvre
Kim Yong-man pousse les lecteurs à s'interroger sur l'essence de la vie. Ses récits s'éloignent de la quête à tout prix du bonheur propre aux sociétés modernes. Pour employer une métaphore utilisée par l'auteur, il estime que la vie est une "poubelle" où les humains sont plus ou moins capables de philosopher. Ainsi, dans son récit Les femmes qui ont aimé des monstres (Goemureul saranghan yeojadeul), le personnage central est une femme bien sous tous rapports, qui se retrouve violée par un cambrioleur ; elle tombe enceinte à la suite de ce viol mais malgré l'épreuve décide de garder l'enfant. Elle se considère alors elle-même au long du récit comme une "prostituée" . Ainsi, selon l'auteur, les humains peuvent être grosso modo définis en "voleurs" et en "prostituées". Il pense que c'est à travers le péché que les humains découvrent leur vraie nature. Ce qu'il stigmatise dans ses récits, ce n'est pourtant pas le péché, mais la vulgarité : le péché est vu comme un élément inhérent à l'être humain alors que la vulgarité est un abaissement.